# 中北安达曼县
中北安达曼县是印度联邦属地安达曼-尼科巴群岛所辖的3个县之一。该县面积3251.85平方公里，成立于2006年8月18日。 根据2012年的统计，该县有人口105,539。